# Старовойт Роман Володимирович
Роман Володимирович Старовойт (рос. Рома́н Влади́мирович Старово́йт; 20 січня 1972, Курськ, РРФСР, СРСР — 7 липня 2025, Одинцово, Росія) — російський державний і політичний діяч. Губернатор Курської області з 16 вересня 2019 року до 14 травня 2024 року (виконувач обов'язків з 11 жовтня 2018 року по 16 вересня 2019 року). Секретар Курського регіонального відділення партії «Єдина Росія» з 12 листопада 2020 по листопад 2024 року. Міністр транспорту РФ (2024—2025).

## Біографія
Народився 20 січня 1972 року в місті Курськ. Його батько Володимир Олександрович Старовойт працював на Курській атомній електростанції. У 1974 році батька перевели на Ленінградську АЕС, в місто Сосновий Бір Ленінградської області, де і пройшло дитинство Романа.

## Нагороди
- Орден Пошани (2014)
- Медаль «За бездоганну працю та відзнаку» ІІ ступеня (2015)
- Золота медаль «За внесок у розвиток агропромислового комплексу Росії» (2015)
- Орден Олександра Невського (2017)
- Медаль «За бездоганну працю та відзнаку» І ступеня (2018)
- Орден Дружби (2020)

## Сім'я, особисте життя
Був розлучений. Виховував двох доньок.

## Міжнародні санкції
З липня 2022 року перебував під санкціями Великої Британії за підтримку вторгнення Росії в Україну. 19 серпня 2022 року Старовойт потрапив до списку санкцій Канади «близьких соратників режиму, які є співучасниками агресії російського режиму проти України». 15 грудня 2022 року його було внесено до списку санкцій США за «заклик громадян до участі у війні у відповідь на російський наказ про мобілізацію».
На аналогічних підставах перебував під санкціями України, Австралії та Нової Зеландії.

## Смерть
З'явилась інформація про те, що він наклав на себе руки не пізніше 7 липня, в авто він лежав із кульовим пораненням голови; там само було знайдено його нагородний пістолет; це трапилося в селі Роздори Московської області на Рубльовці, за кілька годин до того, як його було офіційно знято з посади міністра транспорту Росії.
11 липня 2025 року похований на Смоленському кладовищі у Санкт-Петербурзі.